# Pristimantis frater
Pristimantis frater är en groddjursart som först beskrevs av Werner 1899.  Pristimantis frater ingår i släktet Pristimantis och familjen Strabomantidae. IUCN kategoriserar arten globalt som sårbar. Inga underarter finns listade i Catalogue of Life.